# Meloscaphander
Meloscaphander is een geslacht van weekdieren uit de klasse van de Gastropoda (slakken).

## Soorten
- Meloscaphander imperceptus Bouchet, 1975
- Meloscaphander sibogae Schepman, 1913